# Aston Martin Virage (1988)
Aston Martin Virage – samochód sportowy klasy wyższej produkowany przez brytyjską markę Aston Martin w latach 1989 – 2000.

## Historia i opis modelu

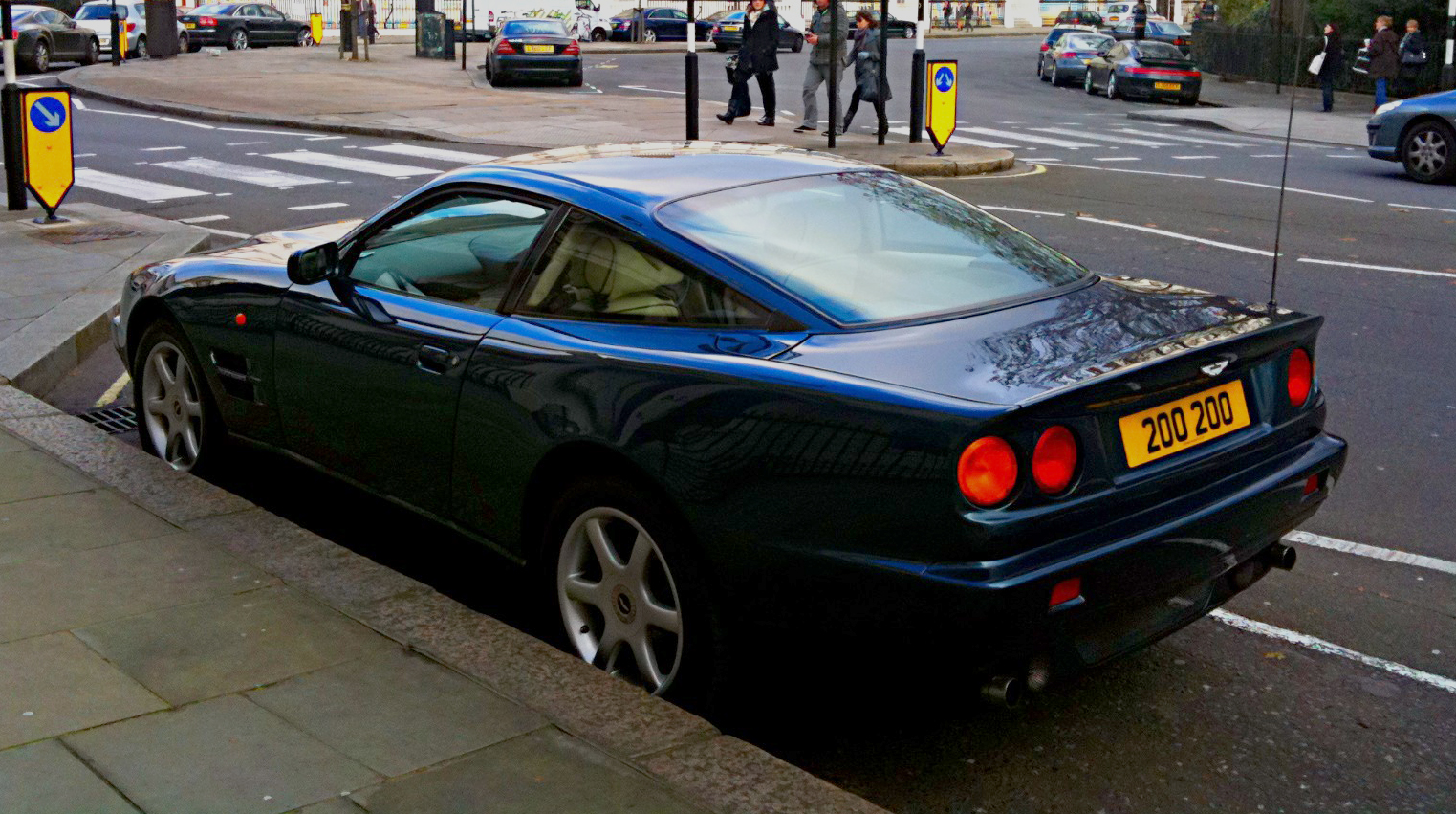
Aston Martin Virage - tył

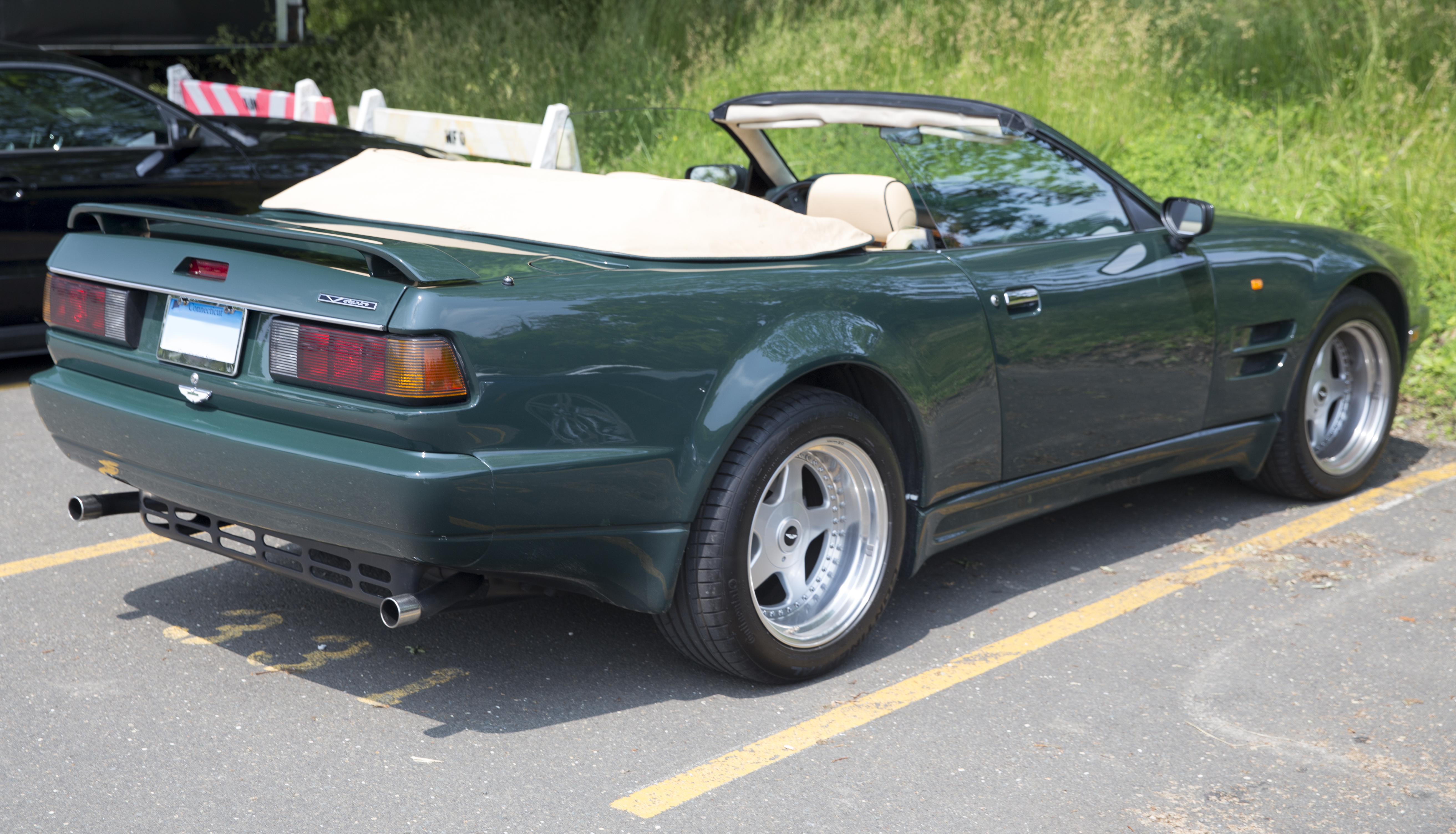
Aston Martin Virage Volante

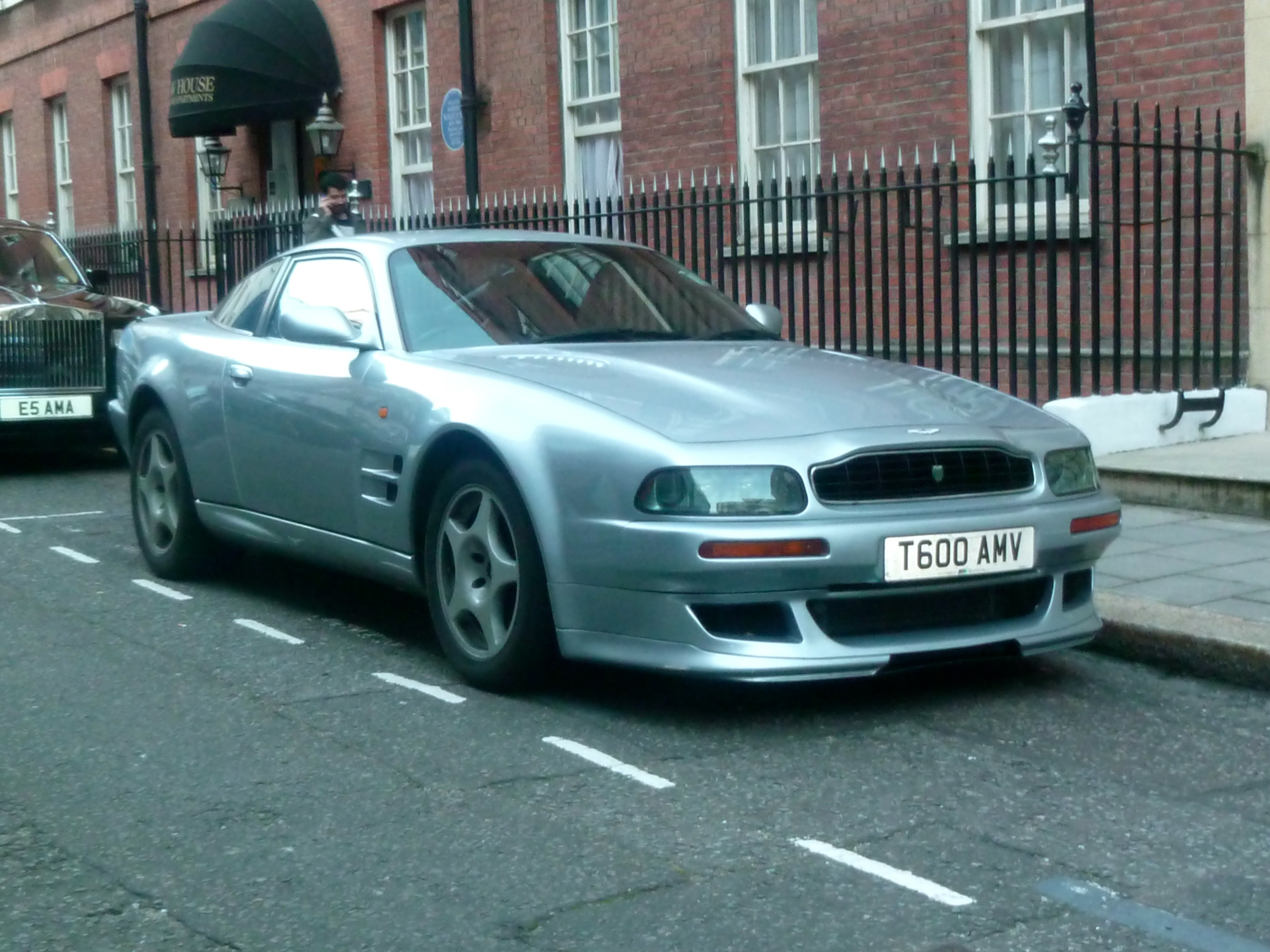
Aston Martin V8 Vantage

Pierwszy z serii modeli Virage powstał, aby zastąpić nienowe już modele V8 Vantage. Samochód cechowała świeża stylistyka, zbliżająca go bardziej do specyficznych modeli Lagonda, aniżeli poprzednika. O ile jednak pod względem wizualnym chciano, aby nowy Virage był pojazdem ekskluzywnym, o tyle wiele części użytych do jego produkcji pochodziło z pojazdów bardziej znanych, choćby Audi, Volkswagen, Jaguar czy Ford. Virage był jednak samochodem w pełni sportowym - głównie dzięki silnikowi o objętości 5,3 l i mocy 330 KM; dostępna była do niego manualna skrzynia biegów o pięciu przełożeniach, częściej wybierano jednak 3-stopniową skrzynię automatyczną produkcji Chryslera. Pojazd rozpędzał się do prędkości 100 km/h w 6,5 s, a prędkość maksymalna wynosiła 254 km/h. Powstało łącznie 365 samochodów Virage.

### Virage Volante
Rok po prezentacji zamkniętej wersji Virage, pojawiła się otwarta wersja Virage Volante. Początkowo planowano produkcję modelu 2-osobowego, jednak już w 1991 roku na rynku pojawił się model w układzie siedzeń 2+2. Powstało około 230 sztuk otwartej wersji Virage, przed zmianą nazwy modelu na V8

### Virage Vantage
W 1992 roku Aston Martin zaprezentował bardzo mocną, czołową odmianę modelu Virage wyposażoną w doładowany silnik 5.3 V8. Dwie mechaniczne sprężarki zwiększały moc silnika do 550 KM, a moment obrotowy do 746 Nm; do 100 km/h model Virage Vantage (albo po prostu Vantage, jak nazywano go po zmianie nazwy Virage na V8 w 1996 roku) rozpędzał się w 4,2 s, a jego prędkość maksymalna wynosiła 320 km/h. Pod względem wyglądu, czołowy model Aston Martina cechowała zmodyfikowana karoseria (samochód był nieco niższy i szerszy od standardowego Virage), miał inne tylne światła - a z innych cech technicznych, otrzymał tarcze hamulcowe o rekordowej natenczas średnicy 362 mm.

### V8 Coupé
Po dokonaniu niewielkich zmian, od 1996 roku zamkniętą wersję Virage oferowano pod nazwą V8 Coupé. W stosunku do pierwowzoru, model V8 Coupé był o wiele bliższy wersji Vantage, choćby ze względu na bardziej agresywne nadwozie. Od strony technicznej, samochód pozostał z tym samym silnikiem 5.3 V8, jednakże poprzez zastosowanie niektórych elementów z Vantage (ale nie sprężarek), jego moc wzrosła do 354 KM, a moment obrotowy do 500 Nm. Stworzono łącznie 101 samochodów w tej wersji.

### V8 Volante
Zmiany objęły także otwartą wersję modelu V8, która również bardziej przypominała czołowy model Vantage. Tu jednak dodatkową zmianą było niewielkie wydłużenie podwozia, przez co kabriolet 2+2 był bardziej komfortowy i oferował więcej miejsca. Silnik pochodził od V8 Coupé. Wyprodukowano 63 sztuki tego modelu.

### Virage 6.3
Pierwszą z nich, powstałą już w 1992 roku była Virage 6.3, sportowa wersja z silnikiem 6.3L V8, którego konstrukcja pochodziła od wyczynowego AMR1. Samochód miał 500 KM, 651 Nm, jego prędkość maksymalna wynosiła 282 km/h - a kolejną wyróżniającą go cechą były największe stosowane w samochodzie drogowym tarcze hamulcowe, o średnicy 362 mm.

### Shooting Brake/Lagonda Saloon
W 1992 roku powstał także niezwykle rzadki model Shooting Brake, czyli niejako "wersja kombi" modelu Virage. Firma Aston Martin stworzyła cztery samochody "z bagażnikiem", jeszcze dalej posunął się natomiast zespół techników Works Service, który nie dość stworzenia Shooting Brake, stworzył także model Virage w nadwoziu limuzyny oraz typowego, pięciodrzwiowego kombi. Te modele szły bezpośrednio do zleceniodawców i nie były częścią oferty marki

### Vantage V600 i Vantage Le Mans
W 1998 roku technicy Aston Martin zmodyfikowali natomiast model Vantage, zwiększając moc jego silnika do 600 KM - modyfikacja ta była oferowana pod nazwą Vantage V600; rok później, na 40-lecie zwycięstwa tej marki w słynnym wyścigu 24h Le Mans, powstało 40 sztuk limitowanej wersji Vantage Le Mans, wyposażonej w silnik o mocy 612 KM i momencie obrotowym 820 Nm. Ta wersja miała szeroko zmodyfikowane nadwozie i zawieszenie, wnętrzu dodano sportowe akcenty - ale także pełne wyposażenie dostępne dla modelu Vantage. Każdy z pojazdów miał także tabliczkę z wyrytym na nim numerem oraz nazwiskiem pierwszego właściciela.

### Vantage Volante
Ostatnią specjalną wersją serii Virage było 9 otwartych Vantage Volante, powstałych w roku 2000 kabrioletów na bazie czołowego Vantage.